# August 1988
Acest articol este generat integral pe baza informațiilor din articolul 1988 și este actualizat periodic de un robot.
 Editările făcute în articol vor fi șterse la următoarea actualizare! Dacă doriți să faceți modificări, editați articolul-sursă.

ianuarie -
februarie -
martie -
aprilie -
mai -
iunie -
iulie -
august -
septembrie -
octombrie -
noiembrie -
decembrie
August 1988 a fost a opta lună a anului și a început într-o zi de luni.

## Evenimente
- 20 august: Războiul dintre Iran și Irak ia sfârșit, cu o pierdere estimată de 1 milion de vieți.

## Nașteri
- 1 august: Nemanja Matić, fotbalist sârb
- 1 august: Olia Tira, cântăreață din R. Moldova
- 1 august: Pavel Vidanov, fotbalist bulgar
- 2 august: Constantin Dimonu Ana Maria, Bucatăreasă
- 3 august: Sven Ulreich, fotbalist german
- 4 august: Michael Herck, pilot belgian Formula GP2 Series
- 5 august: Danilo Carando (Danilo Ezequiel Carando), fotbalist argentinian (atacant)
- 5 august: Federica Pellegrini, înotătoare italiană
- 6 august: Vasile Carauș, fotbalist din R. Moldova
- 6 august: Vasile Caraus, fotbalist moldovean
- 7 august: Sergiu Istrati (Serghei Istrati), fotbalist din R. Moldova
- 7 august: Marin Leovac, fotbalist croat
- 7 august: Erik Pieters, fotbalist neerlandez
- 7 august: Dorian Popa, actor de televiziune, compozitor, dansator și cântăreț român
- 8 august: Flavia Bujor, scriitoare franceză de etnie română
- 8 august: Caitlyn (Florentina Cătălina Ciună), muziciană română
- 8 august: Ni Ni, actriță chineză
- 8 august: Xu Yifan, jucătoare chineză de tenis
- 8 august: Prințesa Beatrice de York, nepoata Reginei Elisabeta a II-a
- 9 august: Willian Borges da Silva, fotbalist brazilian
- 10 august: Stef Nijland, fotbalist neerlandez (atacant)
- 11 august: Irfan Bachdim, fotbalist indonezian
- 11 august: Paul Pârvulescu (Paul Ovidiu Pârvulescu), fotbalist român
- 12 august: Tyson Fury (Tyson Luke Fury), pugilist profesionist britanic
- 14 august: Ljubomir Fejsa, fotbalist sârb
- 15 august: Oussama Assaidi, fotbalist neerlandez
- 16 august: Lucian Răduță, fotbalist român (atacant)
- 19 august: Veronica Roth, autoare americană
- 21 august: Ioan Hora (Adrian Ioan Hora), fotbalist român
- 21 august: Robert Lewandowski, fotbalist polonez (atacant)
- 22 august: Artiom Dziuba, fotbalist rus
- 22 august: Mitchell Langerak, fotbalist australian (atacant)
- 22 august: Minelli (Luisa Ionela Cristian), cântăreață și textieră română
- 24 august: Maya Yoshida, fotbalist japonez
- 26 august: Cristina Neagu, handbalistă română
- 28 august: Alexandra Camenșcic, biatlonistă din R. Moldova
- 28 august: Andrei Dăescu, jucător român de tenis
- 28 august: Cătălina Ștefănescu, politiciană română
- 29 august: Ivan Fedorov, politician ucrainean, primar al Melitopolului
- 31 august: David Ospina Ramirez, fotbalist columbian (portar)

## Decese
- 10 august: Dan Giușcă, 84 ani, chimist român (n. 1904)
- 12 august: Jean-Michel Basquiat, 27 ani, artist american (n. 1960)
- 14 august: Enzo Ferrari (n. Enzo Anselmo Giuseppe Maria Ferrari), 90 ani, pilot italian de Formula 1, antreprenor, fondatorul Scuderiei Ferrari și al companiei auto Ferrari (n. 1898)
- 31 august: Luis Walter Alvarez, fizician experimentalist, inventator și profesor universitar american (n. 1911)